# Eingriff (Grundrechte)
Ein Eingriff im Sinne der deutschen Grundrechtsdogmatik ist jede Beeinträchtigung einer grundrechtlich geschützten Freiheit, welche dem Staat als solchem zuzurechnen ist. Die Qualifikation eines Verhaltens als Eingriff impliziert die Rechtfertigungsbedürftigkeit desselben. Im fast lückenlosen System des Grundrechtsschutzes gehören gerechtfertigte Eingriffe zur Notwendigkeit und Normalität rechtsstaatlichen Handelns. Nur ungerechtfertigte Eingriffe führen als Verletzung eines Grundrechtes zur Rechtswidrigkeit. In diesem Sinne bildet das Vorliegen eines Eingriffs eine Stufe der Prüfung von Freiheitsgrundrechtsverletzungen, etwa im Rahmen von Verfassungsbeschwerden.
Die Frage, ob in einem bestimmten Verhalten ein Grundrechtseingriff liegt, ist zweischrittig zu behandeln: Vorausgesetzt ist stets, dass der Schutzbereich eines Grundrechtes überhaupt eröffnet ist, d. h. dass es im konkreten Sachverhalt einschlägig ist. Im ersten Schritt muss dieser Schutzbereich nun verkürzt worden sein – die verfassungsmäßig verbürgte Freiheit muss also eine Einbuße erlitten haben. Das kann etwa der Fall sein, wenn ein privater Verein öffentlich in diffamierender Weise gegen eine Sekte hetzt: Auch Sekten kommt die Glaubensfreiheit des Art. 4 Abs. 1 GG zu, welche unter anderem die Freiheit vor verfälschenden, diskriminierenden oder diffamierenden Darstellungen gewährt. Durch die Äußerungen des Vereins würde diese Freiheit beeinträchtigt, der Schutzbereich wäre also verkürzt.
Im zweiten Schritt ist danach zu fragen, wer für diese Verkürzung verantwortlich ist. Da Private an Grundrechte nicht unmittelbar gebunden sind, kann ein Grundrechtseingriff nur durch eine solche Verkürzung des Schutzbereiches erfolgen, die dem Staat zuzurechnen ist. Diese Zurechnungsfrage ist vor dem Hintergrund der zentralen rechtlichen Konsequenz des Eingriffs zu sehen: Nur wenn die Beeinträchtigung in den Verantwortungsbereich des Staates fällt, muss dieser das Verhalten auch rechtfertigen, um rechtmäßig zu handeln. Im obigen Beispiel ist etwa die Beeinträchtigung der Glaubensfreiheit jedenfalls dann nicht dem Staat zurechenbar, wenn der private Verein gänzlich staatsfern handelt (in Eigenregie, aus eigenen Motiven, mit eigenen Mitteln usw.). Wird er hingegen von staatlichen Stellen in seiner Bekämpfung der Sekte finanziell gefördert, anderweitig unterstützt oder gar beauftragt, stellt sich das Problem, ob die Schutzbereichsverkürzung neben dem Verein letztlich auch dem Staat zuzurechnen ist und damit einen Eingriff darstellt, der gerechtfertigt werden muss. Nach welchen Kriterien sich diese Abgrenzung bestimmt, ist in der Rechtswissenschaft Gegenstand einer anhaltenden Kontroverse. Während das Bundesverfassungsgericht lange sehr strenge Anforderungen an die Zurechnung zum Staat gestellt hat (sog. „klassischer Eingriffsbegriff“), lockert es diese seit einiger Zeit in Übereinstimmung mit großen Teilen des Schrifttums zunehmend auf. Man spricht insoweit zusammenfassend vom einem modernen Eingriffsbegriff, welcher allerdings wiederum in seiner Ausgestaltung stark umstritten ist.

## Deutschland

### Terminologie

#### Klassischer Eingriffsbegriff
Unter dem klassischen Eingriffsbegriff wird ein rechtsförmiger Vorgang verstanden, „der unmittelbar und gezielt (final) durch ein vom Staat verfügtes, erforderlichenfalls zwangsweise durchzusetzendes Ge- oder Verbot, also imperativ, zu einer Verkürzung grundrechtlicher Freiheiten führt“. Man spricht insoweit auch von einem engen Eingriffsverständnis. Bloß mittelbar-faktische Einwirkungen werden vom Bundesverfassungsgericht allerdings im Osho-Beschluss unter dem Begriff der „Grundrechtsbeeinträchtigungen“ erfasst und auch auf ihre verfassungsrechtliche Rechtfertigung geprüft.

#### Moderner (erweiterter) Eingriffsbegriff
Unter dem Grundgesetz wird der klassische Eingriffsbegriff heute allgemein als zu eng empfunden. Deshalb ist das Bundesverfassungsgericht dazu übergegangen, für einen Eingriff jedes staatliche Handeln genügen zu lassen, das dem Einzelnen ein Verhalten, das in den Schutzbereich eines Grundrechts fällt, erheblich erschwert oder unmöglich macht. Demnach sind grundsätzlich auch eingriffsgleiche Einwirkungen von entsprechendem Gewicht ausreichend. Finden mittelbar-faktische Grundrechtsbeeinträchtigungen gezielt statt, soll es nach einer Entscheidung des Bundesverfassungsgerichtes nicht einmal mehr auf das Gewicht der Beeinträchtigung ankommen.
Mittelbare Eingriffe sind solche, bei denen die Beeinträchtigung nicht beim Adressaten, sondern bei einem Dritten eintritt (Beispiel: Genehmigung eines Atomkraftwerkes). Faktischen Eingriffen fehlt die Rechtsförmigkeit (Beispiel: Videoüberwachung). Als Beispiel für mittelbar-faktische Einwirkungen lässt sich die staatliche Warnung vor Produkten eines Herstellers anführen. Solche hoheitliche Warnungen richten sich (gezielt) an potenzielle Käufer, führen im Ergebnis zu geringeren Verkäufen und beeinträchtigen damit mittelbar den Hersteller. Erfolgt eine solche Informationstätigkeit im Übrigen in rechtmäßiger Weise (d. h. bei Vorliegen einer staatlichen Aufgabe, Zuständigkeit und Richtigkeit und Sachlichkeit der Informationen), soll kein Grundrechtseingriff vorliegen. Bezeichnet ein Bundesminister eine religiöse Gemeinschaft als „Sekte“ mit „destruktiven“ und „pseudoreligiösen“ Zielen, soll hingegen ein mittelbar-faktischer Eingriff vorliegen. Einer gesetzlichen Ermächtigungsgrundlage bedarf es dennoch nicht. Eine wirklich stringente Dogmatik des Bundesverfassungsgerichts ist insoweit nicht zu erkennen.

#### Kritik
Gegen den Ausdruck „Eingriff“ wird mitunter eingewandt, er impliziere einen räumlichen Schutzbereich, in den „hineingegriffen“ werde. Der Qualität der Grundrechte als subjektive Rechte werde das nicht gerecht. Stattdessen wird der Überbegriff „Einwendungen“ vorgeschlagen, der sich in „Eingriff“, soweit als unverletzlich gewährleistete Schutzgüter (Leben, Wohnung) vorliegen, und „Einschränkung“, soweit es sich um bestimmte Handlungsmöglichkeiten („Freiheiten“) handelt, aufgliedere.

### Grundrechtsverzicht
Soweit auf ein Grundrecht durch Ausübungsverzicht oder Einwilligung verzichtet wurde, kommt eine Grundrechtsverletzung nicht mehr in Betracht. Voraussetzungen eines Grundrechtsverzichts sind die grundsätzliche Verzichtbarkeit, die Freiwilligkeit des Verzichts und eine wirksame Verzichtserklärung als Einwilligung. Unter Umständen genügt bereits ein konkludenter Ausübungsverzicht (z. B. Nichtausübung des Wahlrechts). Die Verzichtbarkeit auf ein Grundrecht kann bei bedeutsamen, eigenständigen Gemeinwohlanliegen (z. B. Wahlgeheimnis), nach Art und Schwere der Beeinträchtigung oder wegen der Menschenwürde (Art. 1 I GG) ausgeschlossen sein. Die Koalitionsfreiheit steht dagegen nicht zur Disposition einzelner. Abreden, die dieses Recht einschränken oder zu behindern suchen, sind nichtig, hierauf gerichtete Maßnahmen sind rechtswidrig (Art. 9 Abs. 3 Satz 2 GG).

### Anforderungen an die Qualität des staatlichen Handelns
Bei einer Reihe von Grundrechten ist der Gesetzgeber zur Ausgestaltung und näheren gesetzlichen Regelung berechtigt oder sogar verpflichtet (sog. Grundrechte mit Ausgestaltungs- und Regelungsvorbehalt). Eine zulässige Grundrechtsausgestaltung hat damit nicht die Qualität eines Eingriffs. Diese Problematik wird insbesondere bei Art. 14 Abs. 1 GG deutlich. Inhalt und Schranken des Eigentums ergeben sich danach nicht unmittelbar aus Art. 14 GG, sondern werden überhaupt erst durch die einfachen Gesetze bestimmt. Ein Eingriff in das Eigentumsgrundrecht liegt deshalb erst vor, wenn das betreffende Gesetz etwa die Wesensgehaltsgarantie aus Art. 19 Abs. 2 GG verletzen oder unverhältnismäßig sein sollte. Dazu gibt es eine umfangreiche Rechtsprechung.
Im Hinblick auf Art. 12 Abs. 1 Satz 2 GG fordert das Bundesverfassungsgericht für einen Eingriff in die Berufsausübungsfreiheit eine „objektiv berufsregelnde Tendenz“ des fraglichen Gesetzes. Aus einer geringfügigen Beeinträchtigung der freien Berufsausübung, die als Belastung kaum mehr als Bagatellcharakter zukommt, folgt, dass der Grundsatz der Verhältnismäßigkeit nicht verletzt ist.
Vereinzelte Stimmen fordern dagegen für die Allgemeine Handlungsfreiheit als Ausgleich zum weiten Schutzbereich eine Beschränkung auf den „klassischen“ Eingriffsbegriff. Nach verbreiteter Ansicht, die das Bundesverfassungsgericht nicht teilt, soll dies auch für die Freizügigkeit gelten.
Besondere Relevanz hat der Streit um die erforderliche Eingriffsqualität im Hinblick auf die negative Religionsfreiheit des Art. 4 Abs. 1 und 2 GG erhalten. Das Bundesverfassungsgericht bejaht im Hinblick auf die Schulpflicht einen Eingriff in die negative Religionsfreiheit der Schüler durch eine kopftuchtragende Lehrerin oder ein an der Wand befestigtes Kreuz. Andere sehen hier die Eingriffsqualität nicht erreicht, ebenso wenig, wie in die Religionsfreiheit des einzelnen etwa durch ein am Feld aufgestelltes Wegkreuz oder ein Gipfelkreuz eingegriffen werde. Nach dieser Ansicht liegt zwar möglicherweise ein Verstoß gegen die weltanschauliche Neutralität des Staates vor, nicht aber ein Eingriff in die negative Religionsfreiheit – das Bundesverfassungsgericht versubjektiviere die Pflicht zur weltanschaulichen Neutralität zu einem darauf gerichteten Recht.

### Rechtfertigung des Eingriffs
Ist festgestellt, dass ein Eingriff in den Schutzbereich eines Grundrechts vorliegt, so ist damit das entsprechende Grundrecht noch nicht automatisch verletzt, der Eingriff nicht ohne Weiteres verfassungswidrig. Vielmehr können Grundrechtseingriffe durchaus rechtmäßig sein, sofern sie verfassungsmäßig gerechtfertigt sind.
Die Verfassung setzt aber diesen Einschränkungen selbst Schranken (die sogenannten Schranken-Schranken) wie das Verhältnismäßigkeitsprinzip, den Gesetzesvorbehalt, das Übermaßverbot, die Wesensgehaltsgarantie, das Zitiergebot und das Verbot des Einzelfallgesetzes.
Ausnahme ist die Menschenwürdegarantie (Art. 1 GG): Sie ist als „unantastbar“ geschützt, woraus in Verbindung mit Systematik und Geschichte die ganz herrschende Meinung folgert, dass ein Eingriff in die Menschenwürde nicht gerechtfertigt sein kann, also zwangsläufig eine Verletzung des Grundrechts darstellt. Die Menschenwürde ist daher abwägungsresistent und uneinschränkbar, selbst im Hinblick auf die Menschenwürde anderer. Dies spielt insbesondere eine Rolle im Hinblick auf die verfassungsrechtliche Zulässigkeit der sogenannten Rettungsfolter etwa zum Schutz von Entführungsopfern: Die Menschenwürde des Entführers darf nicht zugunsten des Entführten eingeschränkt werden – selbst in dieser Situation ist Folter verfassungswidrig. Die Garantie der Menschenwürde unterliegt zudem der in Art. 79 Abs. 3 GG geregelten Ewigkeitsklausel.

## Schweiz

### Allgemeines
1 Einschränkungen von Grundrechten bedürfen einer gesetzlichen Grundlage. Schwerwiegende Einschränkungen müssen im Gesetz selbst vorgesehen sein. Ausgenommen sind Fälle ernster, unmittelbarer und nicht anders abwendbarer Gefahr.
2 Einschränkungen von Grundrechten müssen durch ein öffentliches Interesse oder durch den Schutz von Grundrechten Dritter gerechtfertigt sein.
3 Einschränkungen von Grundrechten müssen verhältnismässig sein.
Wenngleich die Grundrechte für das menschliche Dasein von grösster Bedeutung und ein konstitutives Element des Schweizer Rechtsstaates sind, gibt es Situationen, in denen einzelne Grundrechte eingeschränkt werden müssen; der Staat greift in diesen Fällen in die Grundrechte des Einzelnen ein. Ein Eingriff stellt nicht zwingend eine Grundrechtsverletzung dar, die illegal ist. Die Einschränkung eines Grundrechts ist terminologisch gleichbedeutend mit dem Eingriff. Ob der Eingriff in Form eines Gesetzes, einer Verfügung oder eines Realaktes ergeht, ist für die Feststellung des Eingriffs unerheblich – entscheidend ist alleine die Wirkung beim Grundrechtsträger.
Art. 36 BV hält die Anforderungen für einen Grundrechtseingriff fest. Diese Anforderungen müssen kumulativ erfüllt sein und gelten für alle Grundrechte, auch für jene nach Art. 118b Abs. 2 BV oder Art. 119 Abs. 2 Bst. f und g BV. Art. 36 kann jedoch nicht auf alle Grundrechte angewandt werden. Er gilt in erster Linie für Freiheitsrechte, da in aller Regel nur sie Schutzbereiche aufweisen, die eingeschränkt werden können. Soziale Grundrechte verbriefen Leistungsansprüche, die vom Gesetzgeber erbracht werden (oder es richtigerweise sollten); von Einschränkung kann in diesem Fall nicht die Rede sein. Es stellt sich eher die Frage, ob der Staat seine Verpflichtungen erfüllt. Für die rechtsstaatlichen Garantien gilt Ähnliches. Sie verlangen gesonderte Prüfungsfragen, ob eine Beschränkung rechtmässig ist. Die Verfahrensgrundrechte und das Willkürverbot dulden grundsätzlich, da sie Mindeststandards darstellen, keine Einschränkung; im Einzelfall sind bei gewissen Verfahrensgrundrechten Ausnahmen denkbar.

### Grundlage: Der Schutzbereich eines Grundrechts
Das Rechtsgut eines Grundrechts ist der Schutzbereich oder Schutzgehalt. Es handelt sich um jene Freiheitssphäre, die Hoheitsträger nur unter bestimmten Voraussetzungen begrenzen dürfen. Bei einer Grundrechtseinschränkung wird in diesen Schutzbereich eingegriffen und der Anspruch des Grundrechtsträgers eingeschränkt. Der persönliche Schutzbereich bestimmt, wer Träger eines Grundrechts ist und daraus Ansprüche ableiten kann. Der sachliche Schutzbereich umfasst einerseits das Schutzobjekt – etwa eine Meinung (Art. 16 BV) oder die Ehe (Art. 14 BV) –, andererseits die Ansprüche, die aus einem Grundrecht abgeleitet werden können. Der Schutzbereich eines Grundrechts kann nicht abstrakt definiert; dessen Konturen werden von den Gerichten, vornehmlich durch das Bundesgericht, bestimmt.

### Voraussetzungen für einen Grundrechtseingriff

#### Gesetzliche Grundlage
Damit ein staatliches Organ in ein Grundrecht eingreifen kann, muss eine gesetzliche Grundlage existieren (Legalitätsprinzip). Die Norm muss generell-abstrakt und hinreichend bestimmt sein, damit sich der Bürger danach richten kann. Das Erfordernis der gesetzlichen Grundlage wird aber in der Praxis relativiert. Nimmt die Polizei einen Menschen fest – sie greift damit in seine Bewegungsfreiheit ein –, tut sie das auf Grundlage eines Realaktes. Er stützt sich aber wiederum auf eine Gesetzesbestimmung. Im konkreten Fall diente auch schon Art. 184 Abs. 3 BV als Grundlage für eine Grundrechtseinschränkung.
Ob auch eine Verordnung als rechtliche Grundlage für einen Eingriff dienen kann, entscheidet sich nach der Schwere des Eingriffs. Verhaftungen, Telefonüberwachungen und andere schwerwiegende Freiheitseingriffe müssen auf Gesetzesstufe geregelt sein. Bei leichteren Eingriffen genügt nach dem Bundesgericht eine Verordnungsgrundlage, die jedoch auf einer Gesetzesdelegation beruht.
Art. 36 Abs. 1 Satz 3 anerkennt aber, dass der Gesetzgeber unmöglich jede potentielle Bedrohung vorausschauend regeln kann. Die Exekutive ist bei schweren Störungen, die die öffentliche Ordnung unmittelbar bedrohen, ermächtigt, diese Gefahr auch ohne gesetzliche Grundlage zu beseitigen. Diese polizeiliche Generalklausel erlaubt «jene Massnahmen zu treffen, die zur Wiederherstellung der öffentlichen Sicherheit und Ordnung bei schweren Störungen oder zur Abwendung unmittelbar drohender schwerwiegender Gefährdungen dieser Ordnung unerlässlich sind.» Die Befugnisse, die daraus abgeleitet werden können, sind wegen der Natur der Sache höchst unbestimmt. Die polizeiliche Generalklausel ist nur bei wirklichen Notfällen einzusetzen. Bei Massnahmen, die unter Rückgriff auf die polizeiliche Generalklausel beschlossen wurden, handelt es sich nicht um Notrecht.

#### Öffentliches Interesse und Grundrechte Dritter
Grundrechte dürfen eingeschränkt werden, wenn der Eingriff im öffentlichen Interesse ist. Dieses Kriterium ist erfüllt, wenn die staatliche Handlung dazu dient, einer Aufgabe nachzukommen, die für die Gemeinschaft von Bedeutung ist. Zu diesen wichtigen Anliegen gehört zweifelsohne der Schutz von Polizeigütern (Leib und Leben, Eigentum). Nicht jedes öffentliche Interesse ist tauglich, jedes Grundrecht einzuschränken. Das Bundesgericht schloss beispielsweise aus, dass eine Verwaltungsbehörde die Eigentumsgarantie aus wirtschaftspolitischen Gründen einschränkt, wohingegen polizeiliche Gründe zulässig seien. Da der Begriff des öffentlichen Interesses weit gefasst ist, rügen Gerichte Grundrechtseinschränkungen selten wegen dieses Kriteriums. Es kommt daher kaum vor, dass eine Grundrechtsbeschränkung als verfassungswidrig angesehen wird, weil kein öffentliches Interesse festgestellt werden kann.
Nur weil eine Handlung im Interesse der Mehrheit liegt, besteht noch kein öffentliches Interesse. Regina Kiener ist beispielsweise der Ansicht, dass das «‹Sicherheitsgefühl der Bevölkerung› kein Interesse [darstelle], das eine Grundrechtseinschränkung zu tragen vermag.» Das öffentliche Interesse auf der einen und das individuelle auf der anderen Seite müssen gegeneinander abgewogen werden.
Neben dem öffentlichen Interesse kann der Grundrechtsschutz Dritter ein hinreichender Grund sein, die Grundrechte des Einzelnen einzuschränken. Unzulässig ist jedoch, in die Grundrechte eines mündigen und handlungsfähigen Menschen mit dem Ziel einzugreifen, ihn vor sich selbst zu schützen.

#### Verhältnismässigkeit
Das öffentliche Interesse reicht als Grund noch nicht aus, um die Grundrechte zu verkürzen: Jedweder Grundrechtseingriff muss verhältnismässig sein. Die Verhältnismässigkeit misst sich am Verhältnis von Einschränkung und Wirkung. Sie ist nur gegeben, wenn folgende Kriterien gemeinsam erfüllt sind:
1. Eignung (Zwecktauglichkeit): Geeignet ist eine Massnahme, wenn sie ihren Zweck – das öffentliche Interesse oder den Grundrechtsschutz Dritter – erfüllt. Schwierigkeiten ergeben sich dann, wenn zu deren Wirksamkeit wenig bekannt ist (so während der COVID-19-Pandemie).
2. Erforderlichkeit (Übermass- und Untermassverbot): Ist ein Eingriff nicht erforderlich, hat er zu unterbleiben. Die Erforderlichkeit ist nicht gegeben, wenn eine mildere Massnahme, die dieselbe Wirkung hat, gewählt werden könnte.
3. Zumutbarkeit: Steht der Zweck des Eingriffs in einem vernünftigen Verhältnis zu dessen Schwere? Insbesondere ist zu prüfen, inwiefern das öffentliche Interesse das entgegenstehende Grundrechtsinteresse des Privaten überwiegt.

Die Verhältnismässigkeit sucht der staatlichen Macht Grenzen zu setzen, indem der Staat die Verhältnismässigkeit seines Handelns nachweisen muss, wenn Grundrechte berührt sind.

#### Wahrung des Kerngehalts
Art. 36 Abs. 4 stellt eine rote Linie dar, die bei allem öffentlichen Interesse und bei aller Verhältnismässigkeit niemals überschritten werden darf. Der Kerngehalt eines Freiheitsrechts ist unantastbar. Die Bundesverfassung anerkennt damit, dass Schutzgehalte existieren, die von vornherein und generell, d. h. losgelöst von einem konkreten Einzelfall, abwägungsfest sind. Die rechtsanwenden Behörden werden durch das Bestehen von Kerngehalten bei schwierigen Abwägungen entlastet, da bestimmte Handlungen gar nie zulässig sein können. Wenngleich die meisten Fälle rechtswidriger Eingriffe durch die Verhältnismässigkeit abgefangen werden, erlangt die Kerngehaltsgarantie dort Bedeutung, wo eine Relativierung der Rechte nicht hinnehmbar ist. Deutlich wird das vor dem historischen Hintergrund von Art. 36 Abs. 4 BV, dessen Vorbild die Wesensgehaltsgarantie des deutschen Grundgesetzes ist. Dieser Grundsatz fand Einzug in das deutsche Verfassungsrecht als Reaktion auf die Gräuel, die im Dritten Reich verübt und mit dem «Führerwillen» oder dem «gesunden Volksempfinden» gerechtfertigt wurden.
Der Begriff des Kerngehalts ist nicht näher definiert. Seine Bedeutung ergibt sich im Einzelfall in der Analyse einzelner Grundrechtsbestimmungen. Der Kerngehalt ist nicht deckungsgleich mit dem Schutzbereich, der eingeschränkt werden kann. Beim Verbot der Todesstrafe, dem Folterverbot, dem Recht auf Hilfe in Notlagen und der Menschenwürde fallen Schutzbereich und Kerngehalt zusammen; ihre Einschränkung ist daher in allen Fällen rechtswidrig. Kerngehalte ergeben sich auch aus dem zwingenden Völkerrecht (z. B. Sklaverei- und Folterverbot) und den notstandsfesten Rechten von EMRK (Art. 15 Abs. 2) und UNO-Pakt II (Art. 4 Abs. 1 und 2).
Zum Teil wird in der Lehre die Auffassung vertreten, dass ebenfalls das Recht auf Leben und das Zensurverbot an sich einen Kerngehalt darstellen und nicht eingeschränkt werden dürfen. Beides wird aber relativiert. Unter bestimmten Voraussetzungen ist den Sicherheitskräften erlaubt, einem Menschen, von dem eine akute Gefahr für Leib und Leben Dritter ausgeht, das Leben zu nehmen (finaler Rettungsschuss). Dieser gravierende Eingriff ist unter Umständen verfassungsrechtlich zulässig. Vorzensur, also die vorgängige Kontrolle durch Behörden, ist grundsätzlich untersagt, in gewissen Konstellationen (Vorkontrolle von Arzneimittelwerbung) jedoch erlaubt.
Ob der Kerngehalt eines Grundrechts angetastet wurde, ist oft nicht leicht zu bestimmen. In der Konkretisierung grundrechtlicher Kerngehalte ist insbesondere die Menschenwürde wichtig, da sie das Fundamentale des menschlichen Daseins, jene Aspekte schützt, die nicht aufgegeben werden dürfen. Art. 7 BV stellt daher die Grundlage aller Kerngehalte dar. Er kommt dann zu Anwendung, wenn ein entsprechend grundlegender Aspekt infrage gestellt, der aber nicht durch den Kerngehalt eines spezifischen Grundrechts abgedeckt wird. Die Menschenwürde fungiert als Auffangkerngehalt.